# Nortia
Nortia ist eine etruskische Göttin.
Vermutlich entsprach die Vorstellung von Nortia ungefähr der Idee von Fortuna, der römischen Glücksgöttin. Benjamin Hederich setzt sie allerdings mit Pomona gleich. In Rom hatte Nortia wohl keinen eigenen Kult, aber alljährlich wurde in ihren Tempel in Volsinii ein Nagel eingeschlagen. Die gleiche Sitte bestand in Rom; hier wurde immer an den Iden des September ein Nagel in den Tempel des Jupiter Capitolinus eingeschlagen, wie Livius berichtet. Der Geschichtsschreiber meint, dieser Brauch stelle eine Art Kalender dar; heute geht man jedoch eher davon aus, dass die Nägel nicht der Jahreszählung dienten, sondern eine apotropäische Wirkung hatten. 
Zu Nortias Wirken als Glücksgöttin vergleiche Martianus Capella 1, 88 und Scholion zu Juvenals Satire 10, 74; über den in Rom nicht vorhandenen Kult äußert sich Varro bei Tertullian (apologeticum 24).
In den toskanischen Sagen lebt Nortia als die Koboldin von Norcia weiter.